# 自然蒼鉛
自然蒼鉛（しぜんそうえん、native bismuth、bismuth）あるいは自然ビスマス（しぜんビスマス）は鉱物（元素鉱物）の一種。化学組成は Bi。結晶系は三方晶系。自然砒グループに属する。
結晶形を示さず、塊状で産する。劈開がよく発達する。